# Coure
|  | Per a altres significats, vegeu «Coure (desambiguació)». |

El coure és l'element químic de símbol Cu i nombre atòmic 29. Es tracta d'un metall tou, mal·leable i dúctil de molt alta conductivitat tèrmica i elèctrica. El coure pur acabat d'exposar és de color taronja rosat. Es fa servir com a conductor de la calor i l'electricitat, com a material de construcció i com a constituent de diversos aliatges, com ara l'argent de llei, usat en la joieria, el cuproníquel, emprat per fabricar equipament marí i encunyar monedes, i el constantà, utilitzat en les galgues extensomètriques i els parells termoelèctrics.
És un dels pocs metalls natius que es troben en la forma metàl·lica en la naturalesa i es poden fer servir sense passar per un procés de fosa.
És un metall de transició de coloració rogenca i de brillantor metàl·lica que, juntament amb l'argent i l'or, forma part de l'anomenat grup 11 de la taula periòdica, caracteritzat per ser els millors conductors d'electricitat. Per l'alta conductivitat elèctrica, ductilitat i mal·leabilitat, és el material més utilitzat per a fabricar cables elèctrics i altres components elèctrics i electrònics.
El coure és un component essencial de molts aliatges per a obtenir millors propietats mecàniques, tot i que tenen una conductivitat elèctrica menor. Les més importants són el bronze i el llautó. D'altra banda, el coure és un metall durador perquè es pot reciclar un nombre il·limitat de vegades sense que perdi les propietats mecàniques.
És un dels primers metalls utilitzat per l'home. El coure i el seu aliatge amb l'estany, el bronze, van adquirir tanta importància que els historiadors han anomenat edat del coure i edat del bronze dos períodes de l'antiguitat. Encara que el seu ús va perdre importància amb el desenvolupament de la siderúrgia, va continuar a servir per fer paelles, monedes, campanes i canons. A partir del 1831, quan Faraday va inventar el generador elèctric, el coure de nou va esdevenir un metall estratègic com a primera matèria principal de cables i instal·lacions elèctriques.
El coure té un important paper biològic en el procés de fotosíntesi de les plantes, encara que no forma part de la composició de la clorofil·la. El coure contribueix a la formació de glòbuls vermells i al manteniment dels vasos sanguinis, nervis, sistema immunològic i ossos i, per tant, és un oligoelement essencial per a la vida humana.
El coure és el tercer metall més utilitzat al món, per darrere de l'acer i l'alumini. La producció mundial de coure refinat es va estimar en 15,8 Mt el 2006, amb un dèficit del 10,7% davant la demanda mundial projectada de 17,7 Mt.
Exposat a l'aire, el color roig salmó inicial varia a roig violeta per la formació d'òxid cuprós (Cu₂O), i després s'ennegreix quan es forma d'òxid cúpric (CuO). Exposat llargament a l'aire humit forma una capa adherent i impermeable de carbonat bàsic de color verd, característic de les sals, denominada «verdet» o «pàtina» en el cas del bronze que és verinós. Quan s'empraven cassoles de coure per a cuinar, eren relativament freqüents les intoxicacions. El motiu és que, si els aliments es deixen refredar en la mateixa cassola, els àcids presents en el menjar oxiden les parets de la cassola i formen òxids que contaminen els aliments.

## Nombres i símbols
- Etimologia: En l'època dels antics romans s'obtenia molt coure de Xipre (Cyprus en llatí), en llatí és deia aes cyprium o coure de Xipre,[6] amb el temps només l'adjectiu va romandre i va evolucionar cap a coure.[7] El mot llatí per a coure, aes, aeris i el derivat aeramen («estri de coure») van donar els mots aram i erari (tresor públic).[8] El llatí aes també significava diners. En texts jurídics, l'expressió aes alienum («diners d'altri») significa deute.[9] El sulfur de coure obtingut com a fase intermèdia durant el refinatge a la farga es diu mata.[10]

- Sigles i abreviacions: El símbol químic del coure és Cu. Els alquimistesfan servir el símbol ♀, que també representa el planeta Venus, la deessa grega Afrodita i el gènere femení.[11] La raó d'aquesta relació pot ser que la deessa fenícia Astarte, equivalent en part a Afrodita, era molt venerada a Xipre, famosa per les mines de coure.[12] El símbol ♀ guarda al seu torn semblança amb el jeroglífic egipci anj, que representava la vida o potser també la unió sexual.[13]
- Adjectiu: Les qualitats particulars del coure, específicament al referent al seu color i llustre, han engendrat l'arrel del qualificatiu rogenc. Aquesta color també va inspirar el nom d'algunes serps de l'Índia, Austràlia i els Estats Units com el mocassí de coure.

## Isòtops

Configuració electrònica de l'àtom de coure.

A la natura, es troben dos isòtops estables del coure, Cu-63 i Cu-65, essent el més lleuger el més abundant (69,17%). S'han caracteritzat a més, 25 isòtops radioactius del coure, dels quals els més estables són el Cu-67, Cu-64 i Cu-61 amb vides mitjanes de 61,83 hores, 12,7 hores i 3,333 hores respectivament. Els altres radioisòtops, amb masses atòmiques des de 54,966 uma (Cu-55) a 78,955 uma (Cu-79), tenen vides mitjanes inferiors a 23,7 minuts i la majoria no arriben els 30 segons. El coure té a més dos estats metaestables.
Els isòtops més lleugers que el Cu-63 estable es desintegren principalment per captura electrònica originant isòtops de níquel, mentre que els més pesants que l'isòtop Cu-65 estable es desintegren per emissió beta donant lloc a isòtops de zinc. L'isòtop Cu-64 es desintegra seguint els dos modes, per captura electrònica el 69% i desintegració beta el 31% restant.

## Història

### Edat antiga

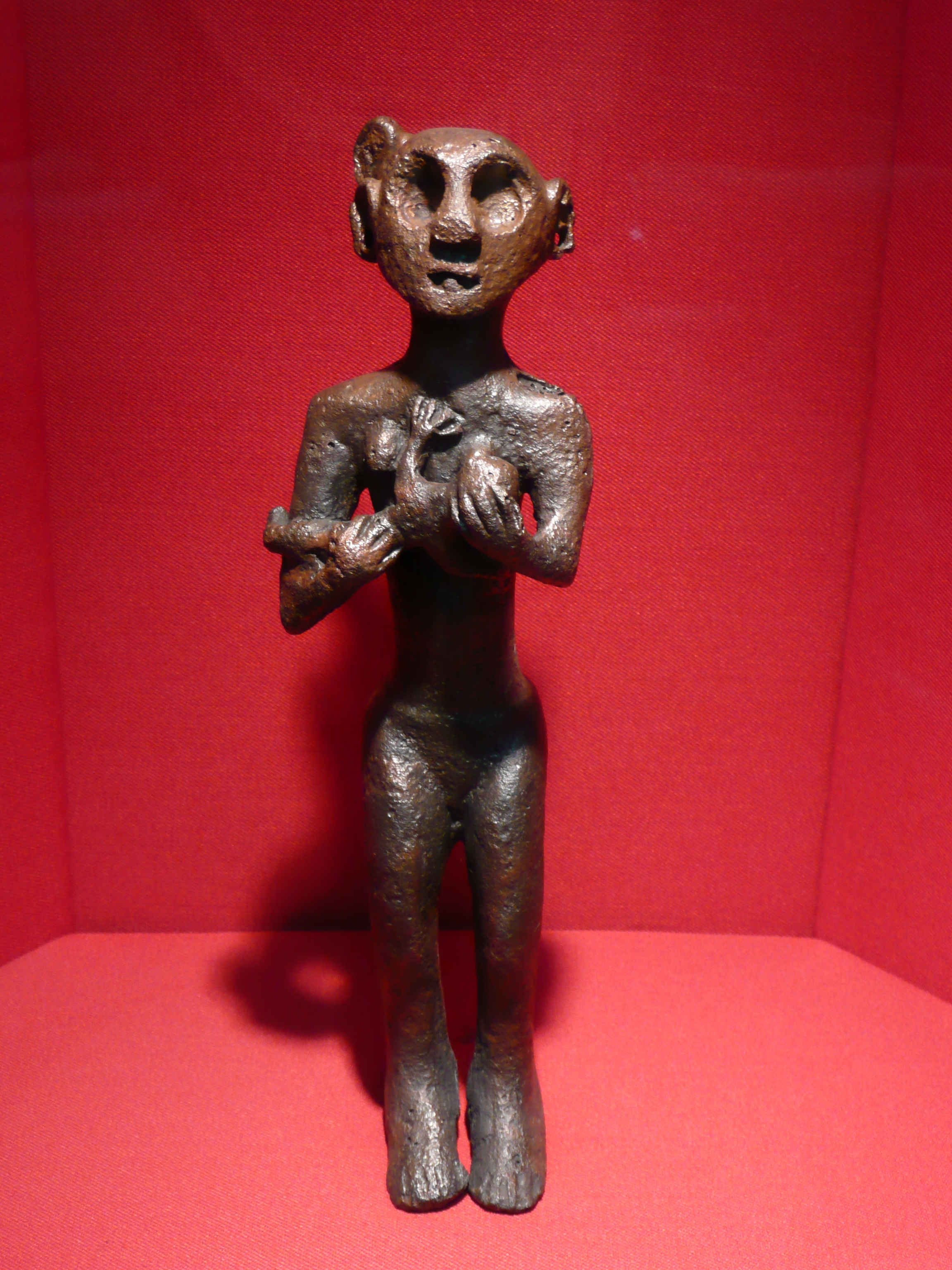
Estatueta de bronze trobada a Horoztepe (Turquia).

El coure és un dels pocs metalls que es poden trobar a la natura en estat natiu, és a dir, sense combinar amb altres elements. Per això va ser un dels primers a ser utilitzat per l'ésser humà. Els altres metalls natius són: l'or, el platí, l'argent i el ferro provinent de meteorits.
S'han trobat utensilis de coure natiu pel mil·lenni VII aC a Çayönü Tepesí (en l'actual Turquia) i a l'Iraq. El coure de Çayönü Tepesí era una recuita però el procés encara no estava perfeccionat. En aquesta època, al Pròxim Orient també s'utilitzaven carbonats de coure (malaquita i atzurita) amb motius ornamentals. A la regió dels Grans Llacs d'Amèrica del Nord, on abundaven els jaciments de coure natiu, des del mil·lenni IV aC els indígenes acostumaven a copejar fins a donar-los forma de punta de sageta, encara que mai van arribar a descobrir la fusió.
Els primers gresols per produir coure metàl·lic a partir de carbonats mitjançant reduccions amb carbó daten del mil·lenni V aC. És l'inici de l'edat del coure, van aparèixer gresols en tota la zona entre els Balcans i l'Iran, inclosa Egipte. S'han trobat proves de l'explotació de mines de carbonats de coure des d'èpoques molt antigues tant a Tràcia (Ai Bunar) com a la península del Sinaí. D'una manera endògena, no connectat amb les civilitzacions del vell món, a l'Amèrica precolombina, entorn del segle iv aC la cultura moche va desenvolupar la metal·lúrgia del coure ja refinat a partir de la malaquita i altres carbonats cuprífers.
Cap al 3500 aC la producció de coure a Europa va entrar en declivi a causa de l'esgotament dels jaciments de carbonats. Per aquesta època es immigrar des de l'est uns pobles, genèricament denominats kurgans, que duien una nova tecnologia: el coure arsenical. Aquesta tecnologia, potser desenvolupada al Pròxim Orient o al Caucas, permetia obtenir coure mitjançant l'oxidació de sulfur de coure. Per evitar que el coure s'oxidés, s'afegia arsènic al mineral. El coure arsenical (de vegades anomenat també bronze arsenical) era més tallant que el coure natiu i a més es podia obtenir dels molt abundants jaciments de sulfur. Junts amb la nova tecnologia del motlle de dues peces, que permetia la producció en massa d'objectes, els kurgans es van equipar de destrals de guerra i es van estendre ràpidament.

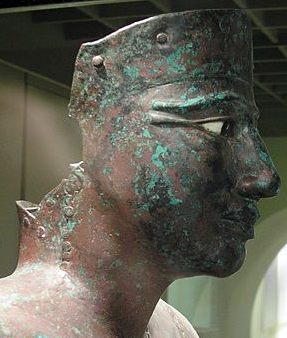
Estàtua de coure del faraó Pepi I. Segle XXIII aC.

Ötzi, el cadàver trobat als Alps i datat devers l'any 3300 aC, portava una destral de coure amb un 99,7% de coure i un 0,22% d'arsènic. D'aquesta època data també el jaciment de Los Millares (Almeria, Espanya), centre metal·lúrgic proper a les mines de coure de la serra de Gàdor.
No se sap com ni on va sorgir la idea d'afegir estany al coure per produir el primer bronze. Es creu que va ser un descobriment imprevist, ja que l'estany és més tou que el coure i, no obstant això, en aliatge amb coure s'obté un material més dur capaç de mantenir la fulla afilada per més temps. El descobriment d'aquesta nova tecnologia va desencadenar el començament de l'edat del bronze, datat al voltant del 3000 aC al Pròxim Orient, el 2500 aC per Troia i el Danubi i el 2000 aC per a la Xina. Al jaciment de Bang Chian, a Tailàndia, s'han datat objectes de bronze anteriors a l'any 2000 aC. Durant molts segles el bronze va tenir un paper protagonista i van cobrar gran importància els jaciments d'estany, sovint allunyats dels grans centres urbans d'aquella època.
El declivi del bronze va començar cap al 1000 aC, quan va sorgir al Pròxim Orient una nova tecnologia per a produir ferro a partir de minerals ferris. Les armes de bronze van ser reemplaçades per les de ferro en tot l'espai entre Europa i Orient Mitjà. En zones com la Xina l'edat del bronze es va perllongar diversos segles més. Hi va haver també regions del món on mai no es va utilitzar el bronze. Per exemple, l'Àfrica subsahariana va passar directament de la pedra al ferro.
No obstant això, el coure i el bronze no van desaparèixer durant l'edat del ferro. Reemplaçats en l'armament, aquests metalls van passar a ser utilitzats en la construcció i en objectes decoratius com estàtues. El llautó, un aliatge de coure i zinc va ser inventat cap al 600 aC. També cap a aquesta època es van fabricar les primeres monedes al Regne de Lídia, a l'actual Turquia. Mentre que les monedes més valuoses es van encunyar en or i argent, les d'ús més quotidià es van fer de coure i bronze.
La recerca de coure i metalls preciosos pel Mediterrani va conduir als cartaginesos a explotar el gran jaciment de riu Tinto, a l'actual província de Huelva. Després de les guerres púniques els romans es van apoderar-se d'aquestes mines i les van continuar explotant fins a esgotar tot l'òxid de coure. Sota va romandre una gran veta de sulfur de coure, que els romans no sabien aprofitar eficaçment. A la caiguda de l'Imperi Romà la mina era abandonada i només va ser reoberta quan els andalusins van inventar un procés més eficaç per extreure el coure del sulfur.

### Edat mitjana i edat moderna
La resistència a la corrosió del coure, el bronze i el llautó han permès que aquests metalls hagin estat utilitzats no només com a decoratius sinó també com a funcionals des de l'edat mitjana fins als nostres dies. Entre els segles x i xii es van trobar a l'Europa Central grans jaciments d'argent i coure, principalment Rammelsberg i Joachimsthal. Se'n va sorgir una gran part de la primera matèria per a fondre les grans campanes, portes i estàtues de les catedrals gòtiques europees. A més a més de l'ús bèl·lic del coure per a la fabricació de destrals, espases, cascos o cuirasses, també es va utilitzar el coure en lluminàries com llànties o canelobres, en brasers i en objectes d'emmagatzematge, com arques o estoigs.
Els primers canons europeus de ferro forjat daten del segle xiv, però cap al segle xvi el bronze es va imposar com el gairebé únic material per a tota l'artilleria i va mantenir aquest domini fins ben entrat el segle xix. En el Barroc, durant els segles xvii i xviii, els aliatges de coure van adquirir gran importància en la construcció d'obres monumentals, la producció de maquinària de rellotgeria i una àmplia varietat d'objectes decoratius i funcionals. Les monarquies autoritàries de l'antic règim van utilitzar el coure en aliatge amb l'argent (anomenat billó) per a repetides devaluacions monetàries, fins a emetre monedes purament de coure, característiques de les dificultats de la hisenda de la monarquia hispànica del segle xvii (que en va utilitzar en tanta quantitat que va haver de recórrer a importar-ne de Suècia).

### Edat contemporània

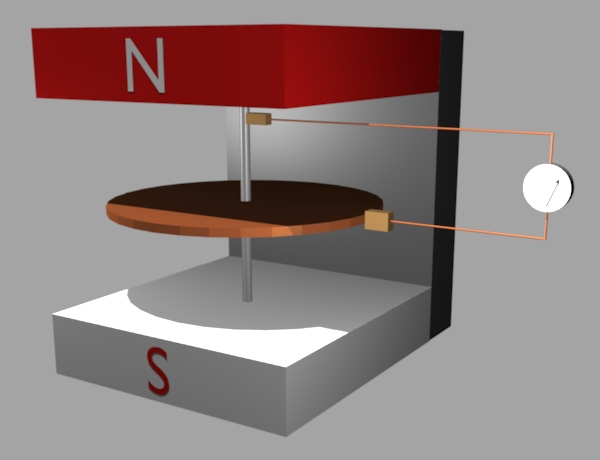
Disc de Faraday.

Durant 1831 i 1832, Michael Faraday va descobrir que un conductor elèctric movent-se perpendicularment a un camp magnètic generava una diferència de potencial. Aprofitant això, va construir el primer generador elèctric, el disc de Faraday, emprant un disc de coure que girava entre els extrems d'un imant amb forma de ferradura, que produeix un corrent elèctric. El posterior desenvolupament de generadors elèctrics industrials a gran escala ha donat al coure una importància destacada i va continua a augmentar-ne la demanda.
Durant gran part del segle xix, Gran Bretanya va ser el productor mundial més gran de coure. La importància creixent del coure va motivar l'explotació de mines en altres països, especialment als Estats Units i Xile i a l'Àfrica. Així, el 1911 la producció mundial de coure va superar el milió de tones.
L'aparició dels processos que permetien la producció massiva d'acer a mitjan segle xix, com el convertidor Thomas-Bessemer o el forn Martin-Siemens va substituir el coure i els seus aliatges en algunes aplicacions on es requeria un material més tenaç i resistent. No obstant això, el desenvolupament tecnològic que va continuar durant tota la Revolució industrial en totes les branques de l'activitat humana i els avenços en la metal·lúrgia del coure han permès produir una àmplia varietat d'aliatges. Els camps d'aplicació del coure van incrementar, la qual cosa, afegit al desenvolupament econòmic de diversos països, ha comportat un notable augment de la demanda mundial.

#### Estats Units

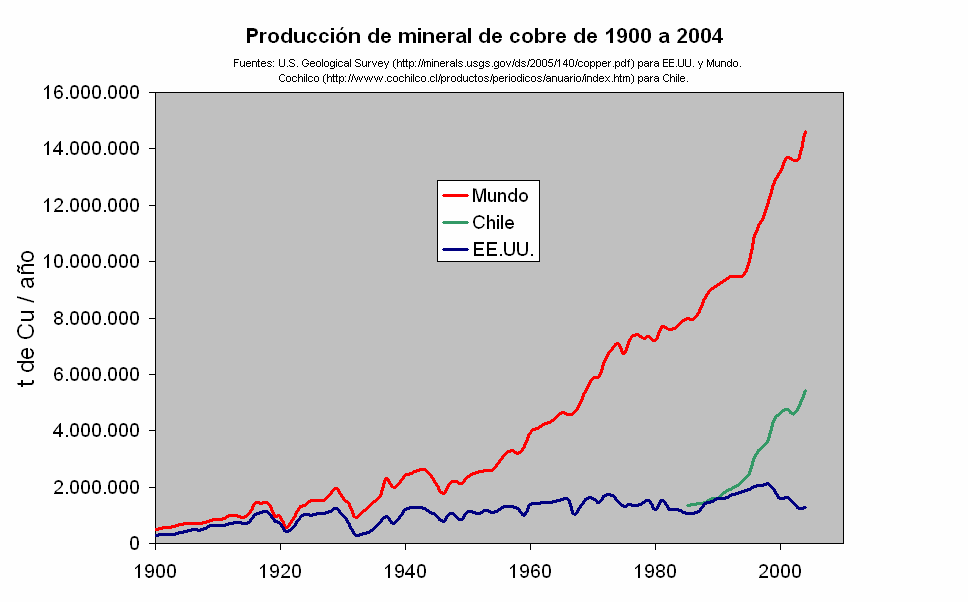
Producció de mineral de coure entre 1900 i 2004, en el món (vermell), EUA (blau) i Xile (verd).

Des de principi del segle xix els Estats Units van produir coure, primer a Michigan i més tard a Arizona. Es tractava de petites mines que explotaven mineral d'alta llei.
El desenvolupament del procés de flotació, més eficaç, cap a final del segle xix va permetre posar en explotació grans jaciments de baixa llei, principalment a Arizona, Montana i Utah. En pocs anys Estats Units es va convertir en la primera productora mundial de coure.
El 1916 les mines nord-americanes van produir per primera vegada més d'un milió de tones de coure, el que representava al voltant de les tres quartes parts de la producció mundial. La producció minera va baixar fortament a partir de la crisi de 1929, no només per la reducció del consum sinó perquè es va disparar el reciclatge de metall. La demanda es va recuperar a la darreria dels anys 30, tornant a superar el milió de tones el 1940. No obstant això, aquesta xifra ja representava només la meitat de la producció mundial i no arribava a cobrir la demanda interna, i per això el 1941 el país va ser per primera vegada un importador net de coure.
Des de la dècada de 1950 fins a l'actualitat la producció dels Estats Units ha oscil·lat entre un i dos milions de tones anuals, la qual cosa representa una fracció cada vegada menor del total mundial (27% el 1970, 17% el 1980, 8% el 2006). Mentrestant, el consum ha continuat creixent i això ha obligat a importar quantitats cada vegada més grans de metall. Els Estats Units van superar el milió de tones importades per primera vegada el 2001.

#### Xile

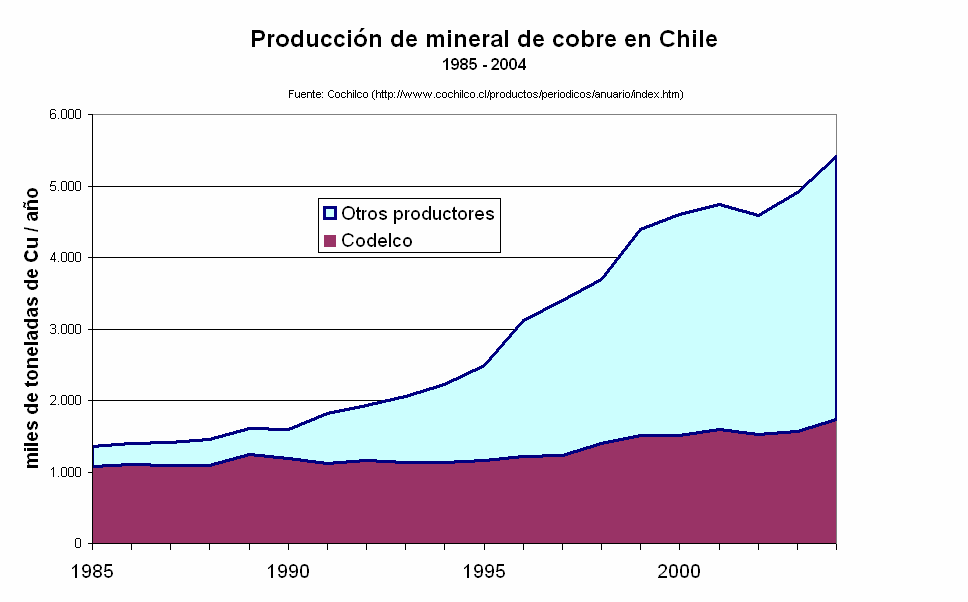
La producció xilena de cobre es va multiplicar per quatre en les dues últimes dècades.

El 1810, any de la primera junta nacional, Xile produïa unes 19.000 tones de coure a l'any. Al llarg del segle, la xifra va anar creixent fins a convertir el país en el primer productor i exportador mundial. No obstant això, a final del segle xix, va començar un període de decadència, a causa d'una banda per l'esgotament dels jaciments d'alta llei i per una altra pel fet que l'explotació del nitrat de Xile acaparava les inversions mineres. El 1897, la producció havia caigut a 21.000 tones, gairebé el mateix que el 1810. La situació va canviar a començament del segle xx, quan grans grups miners van obtenir avenços tecnològics que van permetre la recuperació de coure en jaciments de baixa concentració.
L'estat xilè va rebre pocs beneficis de la mineria del coure durant tota la primera meitat del segle xx. La situació va començar a canviar el 1951 amb la signatura del Conveni de Washington, que li va permetre disposar del 20% de la producció. El 1966, el Congrés Nacional de Xile va imposar la creació de Societats Mineres Mixtes amb les empreses estrangeres en les quals l'estat tindria el 51% de la propietat dels jaciments. El procés de xilenizació del coure va culminar al juliol de 1971, sota el mandat de Salvador Allende, quan el Congrés va aprovar per unanimitat la nacionalització de la Gran Mineria del Coure.
| «                                                                                    | Per exigir l'interès nacional i en exercici del dret sobirà i inalienable de l'estat de disposar lliurement de les seves riqueses i recursos naturals, es nacionalitzen i declaren per tant incorporades al ple i exclusiu domini de la nació les empreses estrangeres que constitueixen la gran mineria del coure. | » |
| — Disposició transitòria agregada el 1971 a l'article 10è de la Constitució de Xile. | |   |

El 1976, ja sota el règim militar de Pinochet, l'estat va fundar la Corporació Nacional del Coure de Xile (Codelco) per gestionar les grans mines de coure.
L'explotació industrial de la mina de Chuquicamata, en la qual s'han trobat proves de l'extracció de coure per cultures precolombines, va començar el 18 de maig de 1915, després de cinc anys de preparació. Chuquicamata és la mina a cel obert més gran del món i va ser durant diversos anys la mina de coure de major producció del món. El 2002, es van fusionar les divisions de Chuquicamata i Radomiro Tomic, es va crear el complex miner Codelco Nord, que consta de dues mines a cel obert, Chuquicamata i Mina Sud. Tot i que el jaciment de Radomiro Tomic va ser descobert en la dècada de 1950, les operacions només van començar el 1995, un cop actualitzats els estudis de factibilitat i econòmica.
El 1995, es va iniciar la construcció de la mina de Minera Amagada, a la II Regió d'Antofagasta, i el 1998 s'hi van iniciar les operacions d'extracció. És la mina de major producció del món. La vaga de la Minera Amagada de 2006 va paralitzar la producció durant 25 dies i va alterar els preus mundials de coure. La producció de Minera Amagada va aconseguir el 2007 una producció d'1.483.934 tones. Aquesta producció representa el 9,5% de la producció mundial i el 26% de la producció xilena de coure, segons estimacions per 2007.
En les últimes dècades, Xile s'ha consolidat com el major productor mundial de coure, va passar del 14% de la producció mundial el 1960 al 36% el 2006.

## Propietats i característiques

### Propietats físiques

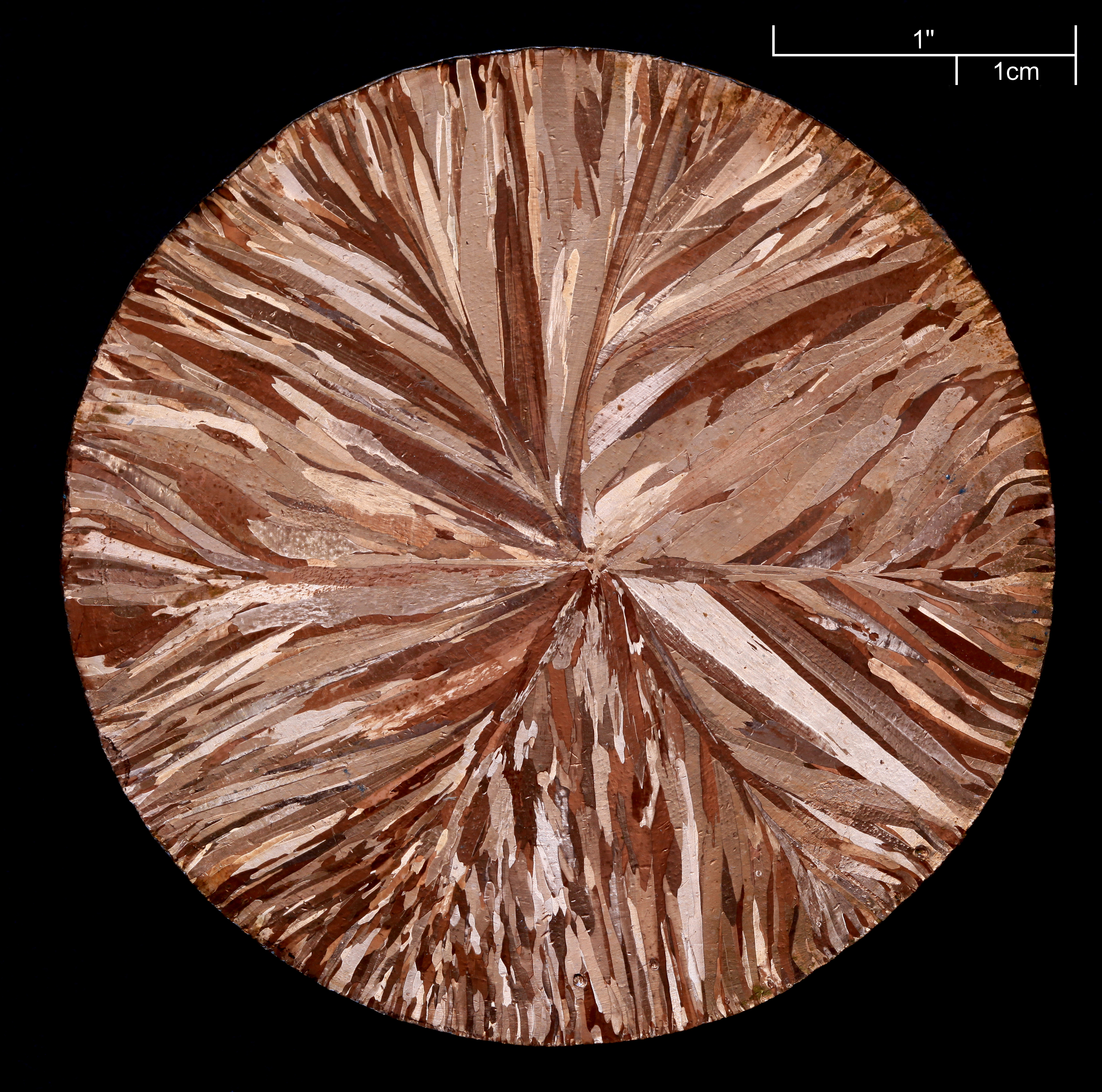
Un disc de coure (99,95% de puresa) fabricat industrialment.

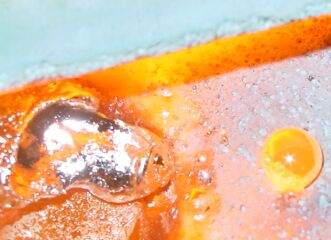
El coure just per sobre del seu punt de fusió manté el seu color rosa.

El coure, l'argent i l'or es troben en el grup 11 dels elements de la taula periòdica, i comparteixen certs atributs i estan caracteritzats per una alta conductivitat i ductilitat. Contràriament als metalls amb una capa d'electrons d incompleta, els enllaços metàl·lics en el coure no tenen enllaç covalent i són relativament febles. Això explica la baixa duresa i alta ductilitat dels cristalls simples de coure. A escala macroscòpica introduir defectes en la xarxa cristal·lina n'incrementa la duresa. Per aquesta raó, el coure normalment se subministra en una forma policristal·lina de gra fi que té més resistència que la forma monocristal·lina.
Entre les propietats mecàniques destaca una excepcional capacitat de deformació i ductilitat. En general, les propietats milloren amb les baixes temperatures, fet pel qual s'utilitza en aplicacions criogèniques.
El coure és un metall de transició de color rogenc, que presenta una conductivitat elèctrica i tèrmica molt alta, només superada per la de l'argent.
La baixa duresa del coure explica parcialment l'alta conductivitat elèctrica (59.6×10⁶ S/m) i alta conductivitat tèrmica, que és la segona més alta entre els metalls purs a temperatura ambient. Això és perquè la resistivitat al transport d'electrons en els metalls a temperatura ambient s'origina a partir de la dispersió d'electrons en les vibracions tèrmiques de la xarxa cristal·lina, les quals són relativament febles en un metall tou. La màxima densitat de corrent del coure en aire obert és aproximadament de 3,1×10⁶ A/m² de la superfície en secció transversal, per sobre comença a escalfar-se excessivament. Com en altres metalls, si el coure es col·loca contra un altre metall, hi haurà corrosió galvànica.
Junt amb l'osmi (blavós) i l'or (groc), el coure és un dels només tres elements metàl·lics amb un color diferent del gris o platejat. El coure pur és vermell-taronja i adquireix un tel vermellós quan s'exposa a l'aire. El color característic del coure és el resultat de les transicions d'electrons en les seves capes d'electrons i el mateix mecanisme ocorre per al color groc de l'or.
La conductivitat elèctrica del coure mereix especial menció, per ser l'adoptada per la Comissió Electrotècnica Internacional el 1913 com a base de la norma IACS.

### Propietats mecàniques
Tant el coure com els aliatges de coure tenen una bona maquinabilitat, és a dir, són fàcils de mecanitzar. El coure posseeix molt bona ductilitat i mal·leabilitat, gràcies a això es pot produir làmines i fils molt prims i fins. És un metall tou, amb un índex de duresa 3 en l'escala de Mohs (50 en l'escala de Vickers) i la resistència a la tracció és de 210 MPa, amb un límit elàstic de 33,3 MPa. Admet processos de fabricació de deformació com laminació o forja, i processos de soldadura. Els aliatges adquireixen propietats diferents amb tractaments tèrmics com tremp i recuita. En general, les propietats milloren amb baixes temperatures el que permet utilitzar-lo en aplicacions criogèniques.

### Propietats químiques
Els halògens ataquen amb facilitat el coure, especialment en presència d'humitat; en sec, el clor i el brom no reaccionen amb el coure, mentre que el fluor només l'ataca a temperatures superiors a 500 °C. Els oxiàcids ataquen el coure; per això s'hi empren com a decapants (àcid sulfúric) i abrillantadors (àcid nítric). Amb el sofre forma un sulfur (CuS) de color blanc.

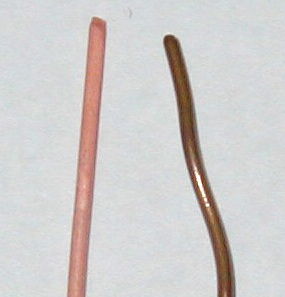
Cable de coure sense oxidar (esquerra) i cable de coure oxidat (dreta).

El coure forma una gran varietat de compostos amb l'estat d'oxidació+1 i +2, els quals sovint s'anomenen cuprós i cúpric, respectivament. En la majoria dels seus compostos presenta estats d'oxidació baixos; el més comú és el +2, encara que també n'hi ha alguns amb estat d'oxidació +1.
No reacciona amb l'aigua, però lentament reacciona amb l'oxigen atmosfèric formant una capa d'òxid de coure negre marronosa. Com a contrast amb l'oxidació del ferro en l'aire humit, aquesta capa oxidada atura la posterior corrosió massiva. Una capa verda de verdet (carbonat de coure) es pot veure en construccions antigues, com en l'Estàtua de la Llibertat, que és l'estàtua de coure més grossa del món. L'Àcid sulfhídric i els sulfurs reaccionen amb el coure formant diversos sulfurs de coure sobre la superfície. En el darrer cas, el coure es corroeix, com es pot veure quan el coure s'exposa a l'aire que conté compostos de sulfur. L'oxigen que conté solucions d'amoni dona complexos solubles en l'aigua amb coure, com fa l'oxigen i l'àcid clorhídric per formar clorurs de coure i el peròxid d'hidrogen acidificat per formar sal de coure (II). El clorur de coure (II) i el coure comproporcionat per formar clorur de coure (I).

### Propietats biològiques
En les plantes, el coure té un important paper en el procés de la fotosíntesi i forma part de la composició de la plastocianina. Al voltant del 70% del coure d'una planta està present en la clorofil·la, principalment en els cloroplasts. Els primers símptomes en les plantes per deficiència de coure apareixen en forma de fulles estretes i retorçades, a més de puntes blanquinoses. Les panícules i les beines poden aparèixer buides per una deficiència severa de coure, el que ocasiona greus pèrdues econòmiques en l'activitat agrícola.
El coure contribueix a la formació de glòbuls vermells i al manteniment dels vasos sanguinis, nervis, sistema immunitari i ossos i, per tant, és essencial per a la vida humana. El coure es troba en alguns enzims com: el citocrom c oxidasa, la lisil oxidasa i la superòxid dismutasa.
El desequilibri de coure en l'organisme quan es produeix en forma excessiva ocasiona una malaltia hepàtica coneguda com a malaltia de Wilson, l'origen d'aquesta malaltia és hereditari, i a part del trastorn hepàtic que ocasiona també danya el sistema nerviós. Es tracta d'una malaltia poc comuna.
Pot produir deficiència de coure en nens amb una dieta pobra en calci, especialment si presenten diarrees o desnutrició. També hi ha malalties que disminueixen l'absorció de coure, com la celiaquia, la fibrosi quística o en portar dietes restrictives.
El coure es troba en una gran quantitat d'aliments habituals de la dieta com ara: ostres, marisc, llegums, vísceres i nous entre d'altres, a més de l'aigua potable i, per tant, és molt rar que es produeixi una deficiència de coure en l'organisme.

#### Precaucions sanitàries
Tot i que el coure és un oligoelement necessari per a la vida, uns nivells alts d'aquest element en l'organisme poden ser nocius per a la salut. La inhalació de nivells alts de coure pot produir irritació de les vies respiratòries. La ingestió de nivells alts de coure pot produir nàusees, vòmits i diarrea. Un excés de coure a la sang pot danyar el fetge i els ronyons, i fins i tot causar la mort. Ingerir per via oral una quantitat de 30 g de sulfat de coure és potencialment letal en els humans.
Per a les activitats laborals en què s'elaboren i manipulen productes de coure, calen mesures de protecció col·lectiva que protegeixin als treballadors. El valor límit tolerat és de 0,2 mg/m³ per al fum i 1 mg/m³ per a la pols i la boira. El coure reacciona amb oxidants forts tals com clorats, bromats i iodurs, origina un perill d'explosió. També calen equips de protecció individual com guants, ulleres i màscares. Es recomana que els treballadors es dutxin i es canviïn de roba abans de tornar a casa cada dia.
La Guia de la qualitat de l'aigua potable de l'Organització Mundial de la Salut (OMS) recomana un nivell màxim de 2 mg/l. El mateix valor ha estat adoptat per la Unió Europea com a valor límit de coure en l'aigua potable, mentre que als Estats Units l'Agència de Protecció Ambiental ha establert un màxim d'1,3 mg/l. L'aigua amb concentracions de coure superiors a 1 mg/l pot embrutar la roba a rentar i presentar un sabor metàl·lic desagradable. L'agència per a Substàncies Tòxiques i el Registre de Malalties dels Estats Units recomana que, per disminuir els nivells de coure en l'aigua potable que es condueix per canonades de coure, es deixi córrer l'aigua almenys 15 segons abans de beure o usar per primera vegada al matí.
Les activitats mineres poden provocar la contaminació de rius i aigües subterrànies amb coure i altres metalls tant durant l'explotació, com una vegada abandonada la mineria a la zona. El color turquesa de l'aigua i les roques es deu a l'acció del coure i altres metalls durant l'explotació minera.

## Aliatges de coure amb altres metalls
Els coures dèbilment aliats contenen un percentatge inferior al 3% d'algun element afegit per a millorar alguna de les característiques, com la maquinabilitat (facilitat de mecanitzat), resistència mecànica o resistència en calent, tot conservant l'alta conductibilitat tèrmica i elèctrica. Els elements utilitzats són estany, cadmi, ferro, tel·luri, zirconi, crom i beril·li. Altres aliatges de coure importants són el llautó (zinc), bronze (estany), cuproaluminis (alumini), Cuproníquels (níquel), cuprosilicis (silici) i alpaques (níquel-zinc).
Des del punt de vista físic, el coure pur té un límit d'elasticitat baix (33 MPa) i una duresa escassa (3 en l'escala de Mohs o 50 en l'escala de Vickers). En canvi, unit en un aliatge amb altres elements adquireix característiques mecàniques molt superiors, encara que la conductivitat disminueix. Existeix una àmplia varietat d'aliatges de coure, i de les composicions depenen les característiques tècniques que s'obtenen, per la qual cosa s'utilitzen en multitud d'objectes amb aplicacions tècniques molt diverses.
Segons els fins als quals es destinen a la indústria, es classifiquen en aliatges per forja i en aliatges per moldeig. Per identificar-tenen les següents nomenclatures generals segons la norma ISO 1190-1:1982 o el seu equivalent UNE 37102:1984. Ambdues normes utilitzen el sistema UNS (de l'anglès Unified Numbering System).

### Llautó (Cu-Zn)

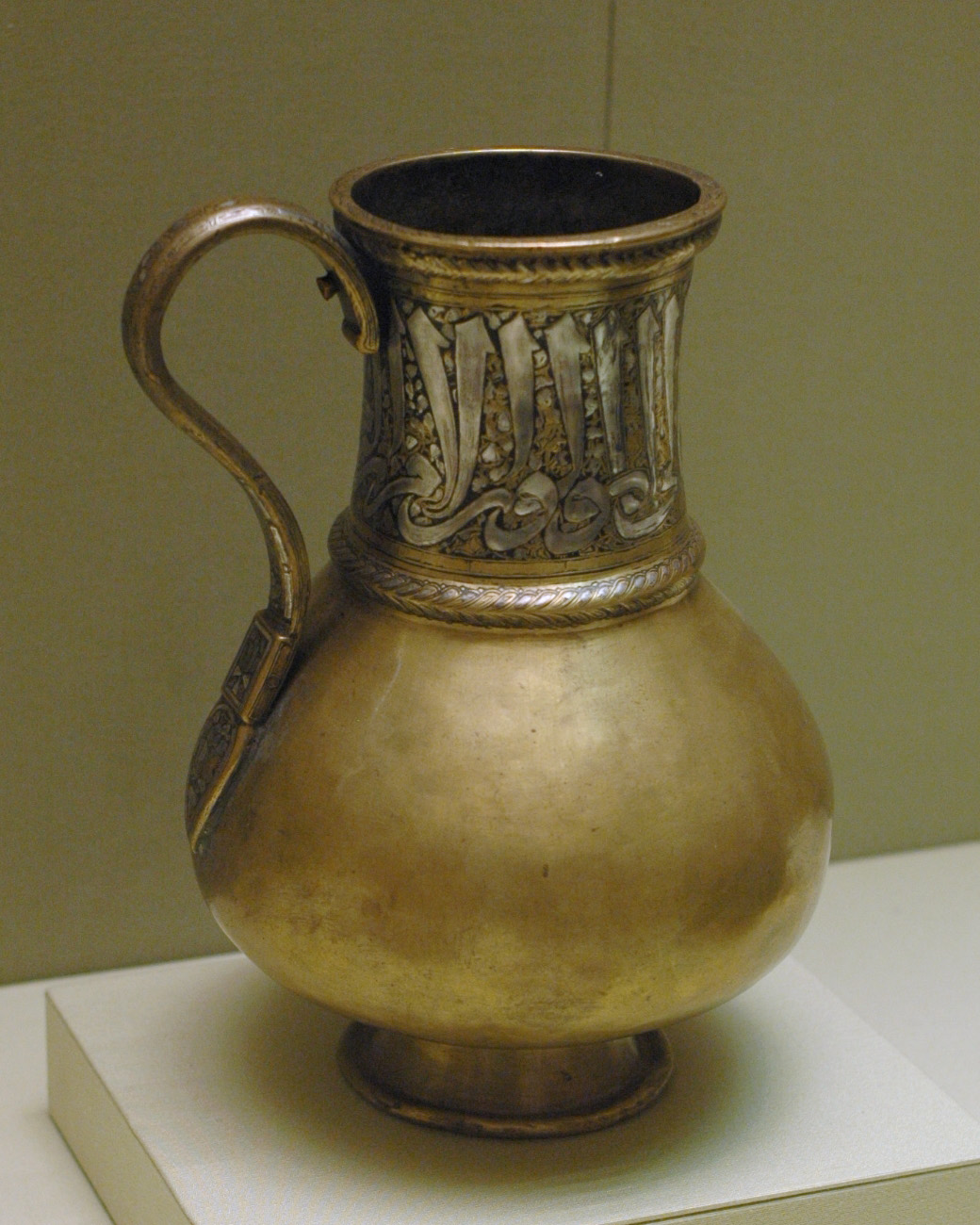
Gerro egipci de llautó, Museu del Louvre, París.

El llautó és un aliatge de coure (Cu), zinc (Zn) i, en menor proporció, altres metalls. S'obté mitjançant la fusió dels seus components en un gresol o mitjançant la fusió i reducció de menes sulfuroses en un forn de reverberació o de cubilots. En els llautons industrials, el percentatge de Zn es manté sempre inferior al 50%. La seva composició influeix en les característiques mecàniques, la fusibilitat i la capacitat de conformació per fosa, forja i mecanitzat. En fred, els lingots obtinguts es deformen plàsticament produint làmines, varetes o es tallen en tires susceptibles d'estirar per fabricar filferros. La seva densitat depèn de la seva composició i generalment oscil·la entre 8,4 g/cm3 i 8,7 g/cm3.
Les característiques dels llautons depenen de la proporció d'elements que intervinguin en l'aliatge de tal manera que alguns tipus de llautó són mal·leables només en fred, altres exclusivament en calent, i alguns no ho són a cap temperatura. Tots els tipus de llautons es tornen trencadissos quan s'escalfen a una temperatura propera al punt de fusió.
El llautó és més dur que el coure, però fàcil de mecanitzar, gravar i fondre. És resistent a l'oxidació, a les condicions salines i és mal·leable, per la qual cosa pot ser laminat en planxes fines. La seva mal·leabilitat varia amb la temperatura i amb la presència, fins i tot en quantitats mínimes, d'altres metalls en la seva composició.
Una petita aportació de plom en la composició del llautó millora la maquinització perquè facilita la fragmentació dels encenalls en el mecanitzat. El plom també té un efecte lubricant pel seu baix punt de fusió, el que permet alentir el desgast de l'eina de tall.
El llautó admet pocs tractaments tèrmics i únicament es fan recuits d'homogeneïtzació i recristal·lització. El llautó té un color groc brillant, semblant a l'or, característica que és aprofitada en joieria, especialment en bijuteria, i en la galvanització d'elements decoratius. Les aplicacions dels llautons abasten altres camps molt diversos, com armament, caldereria, soldadura, fabricació de filferros, tubs de condensadors i terminals elèctrics. Com que no és atacat per l'aigua salada, s'usa també en les construccions de vaixells i en equips pesquers i marins.
El llautó no produeix espurnes per impacte mecànic, una propietat atípica en els aliatges. Aquesta característica converteix el llautó en un material important en la fabricació d'envasos per a la manipulació de compostos inflamables, raspalls de neteja de metalls i en parallamps.

### Bronze (Cu-Sn)

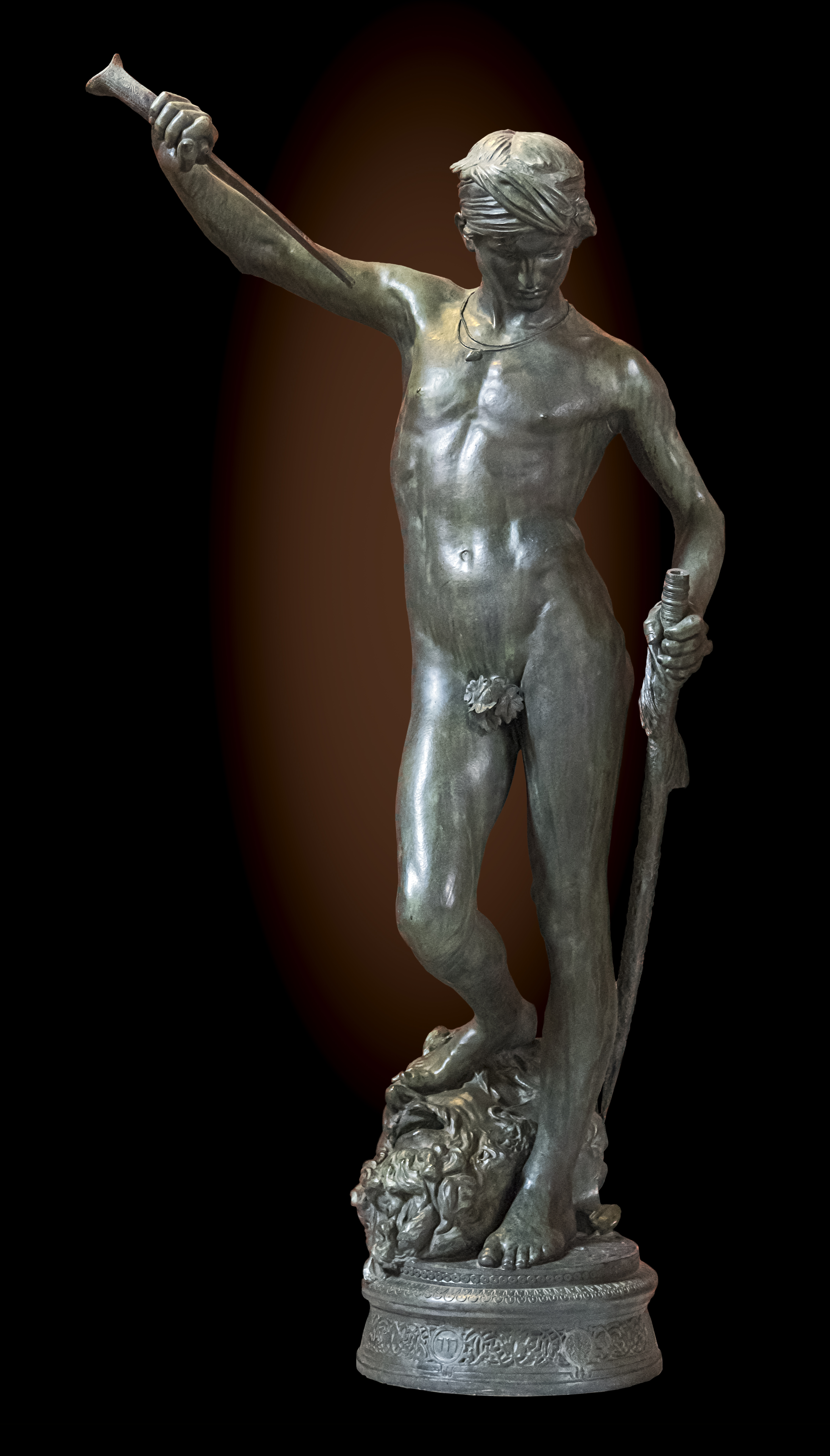
David nu, una estàtua de bronze

Els aliatges on en la composició predominen el coure (Cu) i l'estany (Sn) es coneixen amb el nom de bronze i són coneguts des de l'antiguitat. Hi ha molts tipus de bronzes que contenen a més altres elements com alumini, beril·li, crom o silici. El percentatge d'estany en aquests aliatges està comprès entre el 2 i el 22%. Són de color groguenc i les peces foses de bronze són de millor qualitat que les de llautó, però són més difícils de mecanitzar i més cares.
La tecnologia metal·lúrgica de la fabricació de bronze és una de les fites més importants de la història de la humanitat, ja que va donar origen a l'anomenada Edat de Bronze. El bronze va ser el primer aliatge fabricat voluntàriament per l'ésser humà: es feia barrejant el mineral de coure (calcopirita, malaquita, etc.) I el d'estany (cassiterita) en un forn alimentat amb carbó vegetal. El diòxid de carboni resultant de la combustió del carbó, reduïa els minerals de coure i estany a metalls. El coure i l'estany que es fonen, formaven un aliatge amb un en pes d'estany que oscil·lava entre un 5% i un 10%.
El bronze s'empra especialment en aliatges conductors de la calor, en bateries elèctriques i en la fabricació de vàlvules, canonades i unions de fontaneria. Alguns aliatges de bronze s'usen en unions lliscants, com coixinets i descansos, discs de fricció; i altres aplicacions on cal alta resistència a la corrosió com rodet de turbines o vàlvules de bombes, entre altres elements de màquines. En algunes aplicacions elèctriques és utilitzat en ressorts.

### Alpaca (Cu-Ni-Zn)

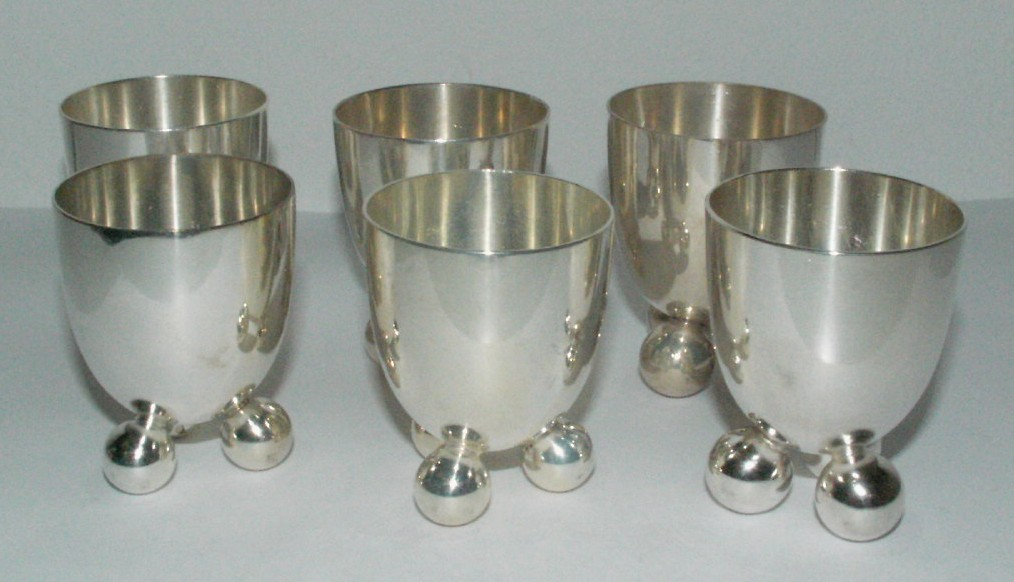
Oueres d'alpaca

Les alpaques o plates alemanyes són aliatges de coure, níquel (Ni) i zinc (Zn). en una proporció de 50-70% de coure, 13-25% de níquel, i del 13-25% de zinc. Les seves propietats varien de forma contínua en funció de la proporció d'aquests elements en la seva composició, passant de màxims de duresa a mínims de conductivitat. Aquests aliatges tenen la propietat de rebutjar els organismes marins (antifouling). Si a aquests aliatges de coure-níquel-zinc, se'ls afegeixen petites quantitats d'alumini o ferro, constitueixen aliatges que es caracteritzen per la seva resistència a la corrosió marina, per la qual cosa s'utilitzen àmpliament en la construcció naval, principalment en els condensadors i canonades, així com en la fabricació de monedes i de resistències elèctriques.
Els aliatges d'alpaca tenen una bona resistència a la corrosió i bones qualitats mecàniques. La seva aplicació s'abasta materials de telecomunicacions, instruments i accessoris de fontaneria i electricitat, com aixetes, abraçadores, molls, connectors. També s'utilitza en la construcció i ferreteria, per a elements decoratius i en les indústries químiques i alimentàries, a més de materials de vaixelles i orfebreria.
El monel és un aliatge que s'obté directament dels minerals canadencs, i té una composició de Cu = 28.-30.%, Ni = 66-67%, Fe = 3-3,5%. Aquest material té una gran resistència als agents corrosius i a les altes temperatures.
El platinoide és un metall blanc compost de 60% de coure, 14% de níquel, 24% de zinc i d'1.-2.% de tungstè.

### Altres aliatges
Altres aliatges de coure amb aplicacions tècniques són les següents:
- Coure-cadmi (Cu-Cd): són aliatges de coure amb un petit percentatge de cadmi i tenen major resistència que el coure pur. S'utilitzen en línies elèctriques aèries sotmeses a fortes sol·licitacions mecàniques com catenàries i cables de contacte per tramvies.

- Coure-crom (Cu-Cr) i coure-crom-zirconi (Cu-Cr-Zr): tenen una alta conductivitat elèctrica i tèrmica. S'utilitzen en elèctrodes de soldadura per resistència, barres de col·lectors, contactors de potència, equips siderúrgics i ressorts conductors.

- Coure-ferro-fòsfor (Cu-Fe-P): per a la fabricació d'elements que requereixin una bona conductivitat elèctrica i bones propietats tèrmiques i mecàniques s'afegeixen al coure partícules de ferro i fòsfor. Aquests aliatges s'utilitzen en circuits integrats perquè tenen una bona conductivitat elèctrica, bones propietats mecàniques i tenen una alta resistència a la temperatura.[67]

- Coure-alumini (Cu-Al): també coneguts com a bronzes a l'alumini i duralumini, contenen almenys un 10% d'alumini. Aquests aliatges són molt semblants a l'or i molt apreciats per a treballs artístics. Tenen bones propietats mecàniques i una elevada resistència a la corrosió. S'utilitzen també per als trens d'aterratge dels avions, en certes construccions mecàniques.[68]

- Coure-beril·li (Cu-Be): és un aliatge constituït essencialment per coure. Aquest aliatge té importants propietats mecàniques i gran resistència a la corrosió. S'utilitza per fabricar molls, motlles per a plàstics, elèctrodes per soldar per resistència i eines antideflagrants.[68]

- Coure-argent (Cu-Ag) o coure a l'argent: és un aliatge feble pel seu alt contingut de coure, es caracteritza per una alta duresa que li permet suportar temperatures de fins a 226 °C, mantenint la conductivitat elèctrica del coure.[69]

- Constantà (Cu55Ni45): és un aliatge format per un 55% de coure i un 45% de níquel. Es caracteritza per tenir una resistivitat elèctrica de 4,9•10-7 Ω•m gairebé constant en un ampli interval de temperatures, amb un coeficient de temperatura de 10-5 K-1. S'empra en la fabricació de termoparells, galgues extensomètriques i monedes.

- Manganina (Cu86Mn12Ni²): és un altre aliatge amb un molt baix coeficient de temperatura i s'utilitza en galgues extensomètriques i resistors d'alta estabilitat. A més, el seu potencial termoelèctric de contacte amb el coure per efecte Seebeck és molt petit (+0,6 mV/100 K). La seva resistivitat elèctrica és d'uns 4,9•10-7Ω•m i el seu coeficient de temperatura és de 10-8K-1.[70]

Alguns aliatges de coure tenen petits percentatges de sofre i de plom que milloren la maquinabilitat de l'aliatge. Tant el plom com el sofre tenen molt baixa solubilitat en el coure, separant respectivament com plom (Pb) i com sulfur cuprós (Cu2S) a les vores de gra i facilitant el trencament dels encenalls en els processos de mecanitzat, millorant la maquinabilitat de l'aliatge.

## Processos industrials del coure
Encara que a vegades es troba coure en estat natiu, el més normal és trobar-lo combinat amb minerals com ara la cuprita, la calcopirita, la malaquita i l'atzurita. Aquests minerals es trituren, es polvoritzen i, a continuació, es tracten amb dissolvents (àcid sulfúric o clorhídric) per obtenir-ne coure amb moltes impureses. Aquest coure es fon en forns i s'afina per electròlisi.
De tota manera, cal tenir en compte que més del 20% de la producció de coure s'obté a partir del reciclatge de la seva ferralla.

## Abundància i obtenció

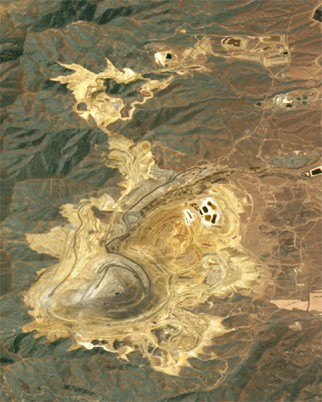
Mina de coure a cel obert (Bingham, Utah

Si bé és un metall menys abundant en l'escorça terrestre que altres (0,12% del més abundant, l'alumini) és de fàcil obtenció encara que aquesta sigui laboriosa, donada la pobresa dels minerals en coure. Es considera econòmicament viable un mineral amb continguts superiors al 0,5% de coure i molt rendible a partir del 2,5%.

### Reserves
El coure ha estat en ús des de com a mínim fa 10.000 anys, però més del 95% de tot el coure que s'ha extret de les mines i fos s'ha extret des de l'any 1900. Com moltes recursos naturals, la quantitat total de coure a la Terra és molta (al voltant de 10¹⁴ tones just en el primer quilòmetre de l'escorça de la Terra, o uns 5.000 milions d'anys de reserves amb l'actual taxa d'extracció. D'altra banda els recursos mundials de coure s'estimen que ascendeixen a 1600 milions de tones en l'escorça terrestre i a 700 milions en el llit marí. Les reserves demostrades, segons dades de l'agència nord-americana de prospeccions geològiques (US Geological Survey) a 940 milions de tones, estant quasi el 40% d'elles a Xile, el principal productor miner de coure mundial amb prop de 5 milions de tones anuals (aproximadament el 36% de la producció mundial); Chuquicamata (Xile), és la més gran mina de coure a cel obert. Tanmateix només una petita part de les reserves mundials estimades són econòmicament viables, amb els preus i tecnologia actuals. Algunes estimacions diuen que les reserves en les mines estaran disponible durant de 25 a 60 anys. El reciclatge és la major font de coure en l'actualitat. Hi ha molt debat sobre el futur de la producció de coure.
Històricament el preu del coure ha estat inestable, i s'ha quintuplicat des del preu mínim de US$0,60/lb (US$1,32/kg) el juny de 1999 al preu de US$3,75 per lliura (US$8,27/kg) de maig de 2006. El febrer de 2009, va deixar el preu del coure en US$1,51/lb.

### Mineria del coure
El coure natiu sol acompanyar als seus minerals en bosses que afloren a la superfície i que s'exploten en mines a cel obert. Encara que no sol tenir molta importància com a mena, s'han trobat exemplars notables i fins i tot penyals de coure de 400 tones a Michigan. Generalment a la capa superior es troben els minerals oxidats (cuprita), al costat de coure natiu en petites quantitats el que explica la seva elaboració mil·lenària, ja que el metall podia extraure's fàcilment en forns de fossa. A continuació, per sota del nivell freàtic, es troben les pirites (sulfurs) primàries calcocita (CuS₂) i covellita (CuS) i finalment les secundàries calcopirita (CuFeS₂) l'explotació de les quals és més rendible que la de les anteriors. Acompanyant a aquests minerals es troben altres com la bornita (Cu₅FeS₄), els coures grisos i els carbonats atzurita, malaquita i auricalcita que solen formar masses importants en les mines de coure per ser la forma en què usualment s'alteren els sulfurs. Un altre mineral de coure és l'atacamita.

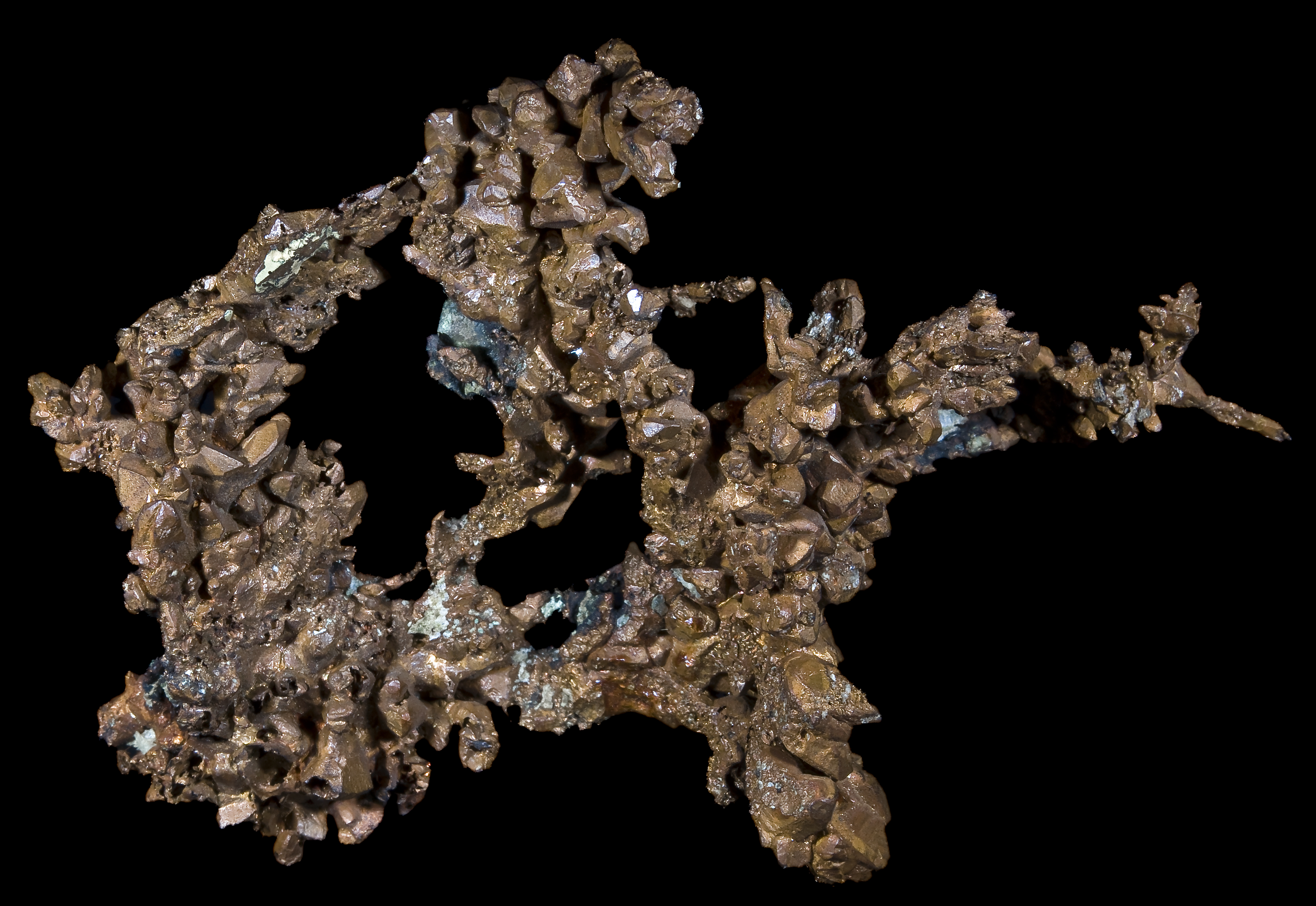
Coure natiu

La producció del coure comença amb l'extracció del mineral, que pot ser a cel obert (l'explotació més comuna), en galeries subterrànies o in situ; aquest últim procediment, minoritari, consisteix a filtrar àcid sulfúric en la mena de coure bombant posteriorment a la superfície les solucions àcides riques en coure. El mineral extret per mètodes mecànics, òxids i sulfurs, es tritura posteriorment obtenint un polsim que conté usualment menys de l'1% de coure. Aquest haurà de ser enriquit o concentrat obtenint una pasta amb un 15% de coure, que posteriorment s'asseca. A partir d'aquest punt poden seguir-se dos mètodes principals:
Pirometal·lúrgia: És el més utilitzat actualment, s'estima que és el responsable del 83% de la producció de coure mundial el 2010. És l'opció preferent per menes de coure natiu en formes de
sals de sofre, com ara la calcopirita (CuFeS₂) i amb menys extensió la calcocita (Cu₂S) que són les més habituals.
Les etapes fonamentals d'aquest procés són: 1) concentració o flotació 2) Filtrat 3) Fusió 4) Conversió 5) Refinament
Altres components obtinguts en aquest procés són el ferro (Fe) i el sofre (S), també quantitats molt petites d'altres metalls com l'argent (Ag) i l'or (Au). Com a impureses més importants trobem el plom (Pb), l'arsènic (As) i el mercuri (Hg).
Com a regla general una instal·lació metal·lúrgica de coure que produeixi 300.000 t/any d'ànodes, consumeix 1.000.000 t/any de concentrat de coure i com a subproductes produeix unes 900.000 t/ant d'àcid sulfúric i 300.000 t/any d'escòries.
Hidrometal·lúrgia: Denominat SX/EW (Solution Extraction/Electrowinning). No s'utilitza tan àmpliament, tot i que representa el 17% de la producció mundial. És el mètode emparat generalment quan la concentració de Cu del mineral extret es baixa de l'ordre de 0,6%. És una tècnica que es troba en expansió, ja que cada cop més les reserves de coure d'alta concentració disminueixen, i s'exploten cada cop més menes de baixa concentració.
Els processos fonamentals en què es basa aquesta tècnica és la lixiviació amb àcid sulfúric, posteriorment aplicant una precipitació selectiva i una electròlisi s'aconsegueix obtenir el coure purificat.

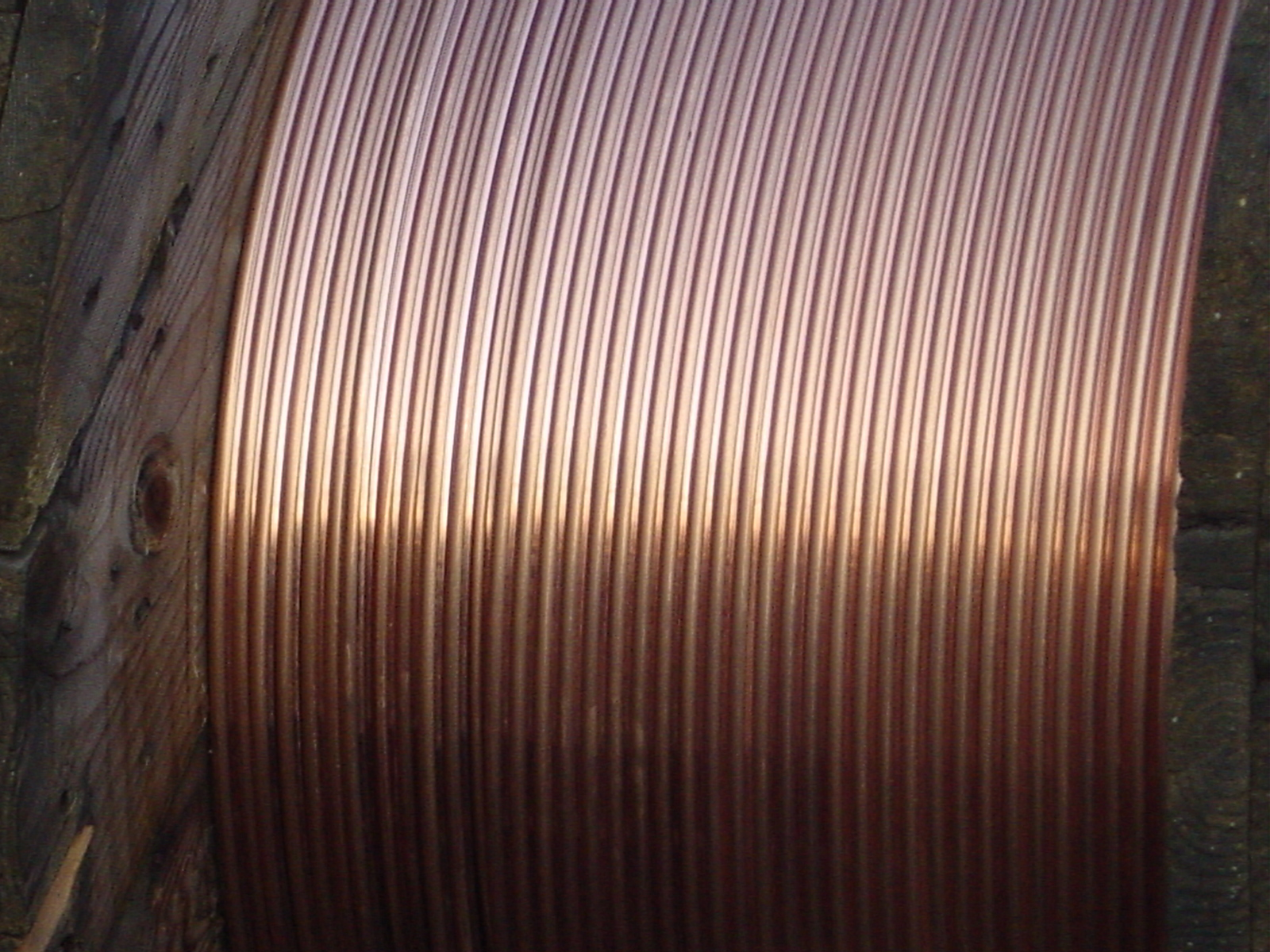
Tub de coure

Els tipus de coure usualment obtinguts són els següents:
- Coure tenaç: amb contingut d'oxigen controlat i que es destina a aplicacions elèctriques, ja que és coure d'alta conductivitat (>100% IACS).
- Coure desoxidat: normalment no són d'alta conductivitat pel que s'empren en aplicacions on aquesta no és important, com la caldereria.
- Coure exempt d'oxigen: és el de major qualitat, el més car i el menys utilitzat. És d'alta conductivitat.

El coure càtode obtingut mitjançant un o un altre mètode té una puresa entre 99,9% i 99,99% i és l'emprat per a la fabricació dels diferents tipus de coure comercial:
- Lingot fil d'aram de secció trapezoïdal per a laminació i trefilatge.
- Placa per a laminació de xapes o bandes.
- Blocs de secció circular per a punxonat o extrusió seguit de laminació o estirat

## Reciclatge
El primer que cal saber sobre el coure és que aquest és un material 100% reciclable, és a dir, no perd cap de les seves propietats físiques ni químiques en el procés de reciclatge i pot ser fàcilment incorporat en altres cicles productius, ja que presenta poques restriccions en el seu ús.
En els últims 25 anys el consum de coure s'ha duplicat a escala europea, ja que és un material molt utilitzat en els països desenvolupats. A causa d'això el reciclatge ha començat a agafar un pes important en la indústria, ja que les principals activitats mineres de coure es donen a Xile i exportar-lo és econòmicament i mediambientalment molt costós. Actualment es recicla un 41% del coure europeu però amb les noves polítiques de sostenibilitat i preservació del medi ambient es pretén que aquesta dada augmenti molt més en els anys vinents. Tot i això, segons la Copper Development Association, difícilment ens quedarem sense coure, ja que es calcula que de tots els recursos mundials només se n'ha explotat un 12%. Es pot qüestionar perquè se segueix extraient coure de les mines si sabem que el seu reciclatge és d'alt rendiment. Principalment, el motiu és que els productes de coure presenten una vida útil molt llarga abans d'ésser reciclats i actualment hi ha més demanda que ferralla. També, com s'explica tot seguit, hi ha una part dels materials de coure que no es poden reciclar per l'elevat cost econòmic.
Els processos de reciclatge de coure varien segons la seva composició. A grans trets, els residus de coure pur es poden fondre directament comprovant la seva puresa amb anàlisis químiques en el seu estat líquid. Els que contenen òxid es fonen per formar ànodes i després es purifiquen per electrorefinació. Finalment, aquells que formen aliatges o barrejats amb altres materials són els més complicats de reciclar, cal fer un estudi del cost-benefici del procés i si refinar-lo és molt car es pot utilitzar per a finalitats no elèctriques.
En general el reciclatge no és molt car, comporta un baix consum d'energia i es recupera quasi el 100% de la primera matèria. A part del motiu econòmic, mediambientalment el reciclatge és molt bo, ja que redueix les emissions de SO₂, CO₂, consum d'aigua i energètic respecte la seva obtenció de la mineria. A més a més, s'estalvien les etapes d'extracció i transport d'aquelles zones que no tenen mineria.

### Procés de reciclatge
A escala mundial existeixen diferents empreses de recuperació de coure i un dels processos més destacats és el desenvolupat per l'empresa La Farga, fundada el 1808 que fabrica i comercialitza semielaborats de coure i els seus aliatges per a tota mena de mercats com l'elèctric, el ferroviari, el d'automoció… El mètode desenvolupat és el Cosmelt Proces® que és una tècnica metal·lúrgica que no genera cap mena de residu sòlid, elimina totes les impureses del coure i minimitza l'impacte ambiental, ja que redueix en una sola etapa el que els mètodes convencionals ho fan amb tres.
A continuació explicarem breument les etapes bàsiques del procés de reciclat desenvolupat per aquesta empresa:
- Primera matèria (ferralla):

S'utilitzen principalment materials que contingui més del 92% de coure. Entre aquests trobem fil de contacte, granalla, tota mena de cables, canonades… La primera matèria pot contenir impureses com el seleni i tel·luri, que no poden estar presents, o el ferro i el fòsfor, que en proporcions superiors al 0,08% i 0,05% respectivament poden disminuir la conductivitat en un terç. En aquestes ocasions primer cal fabricar el càtode i llavors purificar-lo. El terme fabricar el càtode es refereix al procés d'electrorefinació que consisteix a aplicar un potencial elèctric entre un ànode i un càtode de coure submergits en una dissolució de sulfat de coure àcida. L'objectiu del procés és eliminar les impureses que disminueixen les propietats elèctriques i mecàniques del coure i separar aquelles que són valuoses i que es poden recuperar com a subproductes metàl·lics. El procés es desenvolupa en una cel·la electrolítica on el coure de l'ànode es dissol electroquímicament en produir cations Cu2+ que emigren per difusió i convecció fins al càtode on es recombinen amb la superfície per reduir-se a coure metàl·lic. El procés tarda uns 12-14 dies i al final del cicle s'ha dissolt gairebé un 85% de l'ànode. Els restants de l'ànode es retiren i després de diversos rentats es fonen per a poder tornar-los a fer servir. Tot seguit es retira l'electròlit i els residus de l'ànode es canalitzen, es recol·lecten i són transportats a una planta de recuperació de materials preciosos. El càtode, que és on es troba el coure d'interès i pot pesar entre 100-165 kg, es porta directament a la següent etapa del procés de refinatge.
- Procés de fusió i procés de refinatge pirometal·lúrgic:

A partir d'aquestes etapes el coure passa per dos tipus de forn diferents segons el producte que se’n vulgui obtenir. El primer és el forn Cosmelt que es caracteritza per ser exclusiu de l'empresa La Farga i té una capacitat de 25T/h. Aquí es fon el coure per a eliminar els elements metàl·lics que pugui contenir i així obtenir una millor qualitat del producte final. Aquesta és la primera depuració i purificació del material. El segon forn és l'anomenat Reverbero, que té una capacitat de 100T/dia i és on es duu a terme una purificació més exigent per a aconseguir un producte de màxima qualitat (fins al 99,99% de puresa).
- Colada i laminatge

Un cop el coure està fos, aquest es cola de forma contínua o semi contínua. En la primera aquest se solidifica en una roda de colada i seguidament passa al tren de laminació on s'obté el filferro de coure que s'emmagatzema i ja està a punt per a comercialitzar-se. En la colada semicontínua s'obtenen els desbasts que són barres de coure de 5 m i de 5T que més endavant es tallen en forma de lingots de 50 cm per a la fabricació de tubs.
- Producte final

S'obtenen productes reciclats com tubs, canonades de gas, aigua, refrigeració…, cables d'alta, mitja i baixa tensió, cables per a la indústria de telecomunicacions i automoció, suports per a superconductors i fins i tot catenàries de tren.
A nivell medi ambiental aquest procés redueix un 86% de les emissions de SO₂, quatre cops les de CO₂ i un 99% la generació de residus sòlids. També consumeix cinc cops menys l'energia necessària respecte a la producció a partir del mineral i redueix un 98% el consum d'aigua.
En general, el preu del coure reciclat pot arribar a valdre fins a un 90% del preu inicial. D'aquesta manera, reciclar-lo ajuda a rebaixar-lo.
Fins ara hem comentat el reciclatge del coure un cop el material ha arribat al final de la seva vida útil però en l'extracció minera del coure també es reutilitza una petita part del material sobrant. Com ja s'ha comentat, l'extracció del coure i el processat comporta molta quantitat de residus. Dins d'aquests en podem diferenciar tres tipus:
- Deixies de minerals (33%)

- Residus del procés de lixiviació (28%)

- Roques de rebuig (39%)

De la majoria no se'n treu gran ús però sí que s'aprofiten les barreges de roques triturades de la mineria per a construir dics, abocadors i bases de paviment de carreteres en les mateixes zones on es duen a terme aquestes operacions.

### Sostenibilitat
Pel que fa a la sostenibilitat del coure, el març del 2009 el Comitè Científic de Riscos Sanitaris i Mediambientals (SCHER) va fer un estudi concloent alguns dels següents punts:
- El coure és un nutrient essencial per als éssers humans i els éssers vius.
- El marc normatiu de la UE protegeix mediambientalment la salut dels treballadors i la població europea
- El coure no és un material CMR (ni cancerigen, ni mutagen ni reprotòxic) ni PBT (no és persistent, ni bioacomulable, ni tòxic)

També l'Avaluació Voluntària de Riscos assegura que el coure és una opció ecològica i segura i que actualment hi ha dades suficients per a avaluar la seguretat dels processos de producció i ús.

### Punts de reciclatge
Pel que fa a informació pràctica, tots els materials que contingui coure i ja no siguin útils es poden portar a reciclar a qualsevol deixalleria de Catalunya. Per a les grans empreses existeix el Gremi de Recuperació de Catalunya que s'encarrega de gestionar els residus de ferralla i d'altres materials de manera sostenible.

## Aplicacions i usos
El coure és el tercer metall més utilitzat únicament per darrere de l'alumini i el ferro. A més a més, la seva llarga durabilitat en poder ser reciclat de manera gairebé il·limitada sense perdre les seves propietats, el fa especialment útil. L'ús industrial del coure és molt elevat. És un material de vital importància en activitats econòmiques i ha estat considerat un recurs estratègic en situacions de conflicte.
Coure metàl·lic 
El coure s'utilitza tant amb un gran nivell de puresa (fins al 99,99%), així com aliat amb altres elements. El coure pur s'utilitza principalment en la fabricació de cables elèctrics.
Electricitat i telecomunicacions

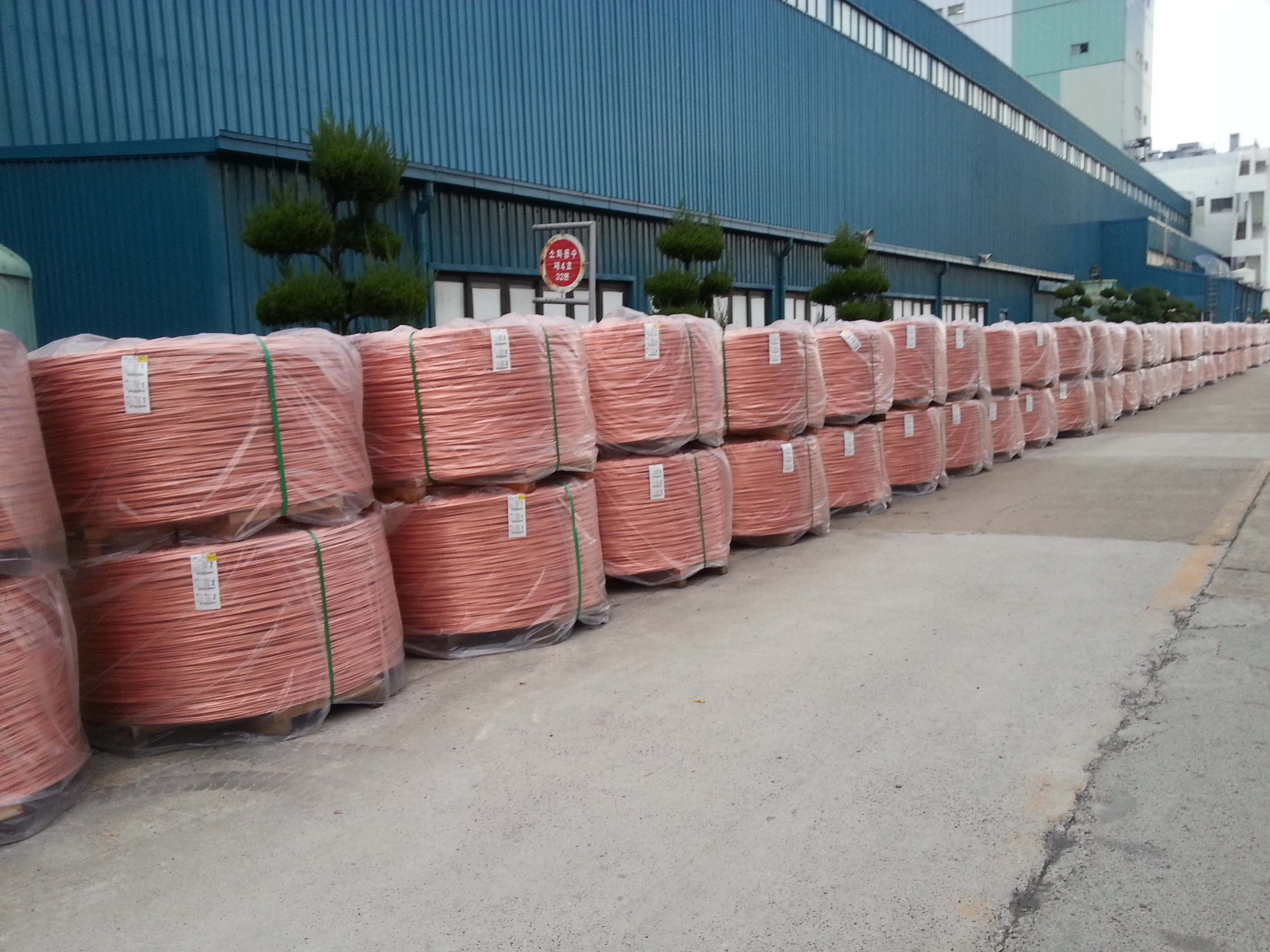
Producció de cables de coure

El coure és el metall no preciós amb millor conductivitat elèctrica. Això, unit a la bona ductilitat i resistència mecànica, n'han fet el material més emprat per fabricar cables elèctrics. Així mateix s'empren conductors de coure en nombrosos equips elèctrics com generadors, motors i transformadors. La principal alternativa al coure en aquestes aplicacions és l'alumini.
També són de coure la majoria dels cables de telecomunicació. Les principals alternatives al coure per a telecomunicacions són la fibra òptica i els sistemes sense fil. D'altra banda, tots els equips informàtics i de telecomunicacions contenen coure en major o menor mesura, per exemple en els seus circuits integrats, transformadors i cablejat intern.
Aplicacions en energies renovables
Les fonts d'energia renovable seran crucials per proveir la creixent demanda d'energia que acompanyarà la contínua industrialització del món. Un simple aerogenerador conté més d'una tona de coure. Tots aquests sistemes depenen en gran manera del coure per transmetre l'energia amb la màxima eficàcia i el mínim impacte mediambiental.
Mitjans de transport
El coure s'empra en diversos components de cotxes i camions, principalment els radiadors (per l'alta conductivitat tèrmica i resistència a la corrosió), frens i coixinets, i naturalment, dels cables i motors elèctrics. Un cotxe petit conté en total al voltant de 20 kg de coure, pujant aquesta xifra a 45 kg per als de mida més gran.
Per a fabricar trens grans quantitats de coure són menester: entre una i dues tones en els trens tradicionals i fins a quatre tones en els d'alta velocitat. Les catenàries contenen unes deu tones de coure per quilòmetre en les línies d'alta velocitat.
Finalment, els cascos dels vaixells inclouen sovint aliatges de coure i níquel per reduir l'embrutiment produït pels éssers marins.
Construcció i ornamentació
Una gran part de les xarxes de transport d'aigua estan fetes de coure o llautó, perquè té una bona resistència a la corrosió i propietats antibacterianes. Les canonades de plom van caure en desús pels efectes nocius per a la salut humana. Davant les canonades de plàstic, les de coure tenen l'avantatge que no es cremen en cas d'incendi i, per tant, no alliberen fums i gasos potencialment tòxics.
El coure i, sobretot, el bronze s'utilitzen també com a elements arquitectònics i revestiments en teulades, façanes, portes i finestres. El coure s'empra també sovint pels poms de les portes de locals públics, ja que les seves propietats antibacterianes eviten la propagació d'epidèmies.
Dues aplicacions clàssiques del bronze en la construcció i ornamentació són les estàtues i les campanes.
El sector de la construcció va consumir el 2008 el 26% de la producció mundial de coure.
Monedes
Des de l'inici de l'encunyació de monedes a l'edat antiga el coure s'empra com a primera matèria d'aquestes, de vegades pur i, més sovint, en aliatges com el bronze i el cuproníquel.
Exemples de monedes que inclouen coure pur:
- Les monedes d'un, dos i cinc cèntims d'euro són d'acer recobert de coure.[86] La moneda d'un centau de dòlar nord-americà és de zinc recobert de coure.[87]

Exemples de monedes de cuproníquel:

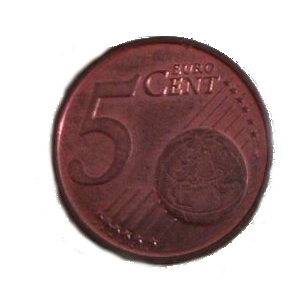
Moneda de 5 cèntims d'euro

- Disc interior de la moneda d'un euro i part exterior de la moneda de dos euros.[86] Monedes de 25 i 50 cèntims de dòlar americà.[87] Monedes espanyoles de 5, 10, 25, 50 i 200 pessetes encunyades des 1949.[88]

Exemples de monedes d'altres aliatges de coure:
- Les monedes de 10, 20 i 50 cèntims d'euro són d'or nòrdic, un aliatge que conté un 89% de coure.[86] Les monedes argentines de 5, 10, 25 i 50 centaus de pes, són de 92% de coure i 8% d'alumini.

Aplicacions agrícoles 
Moltes plagues devastadores són atacades amb fungicides i desinfectants a base de sals de coure, com ara sulfats, oxiclorurs, etc, des de finals del segle xix. Actualment se'l considera a Europa un metall pesant que contamina el sòl.
Des del 2019 s'està estudiant a Europa l'efecte dels compostos de coure usats per protegir la vinya, i s'estan establint normes restrictives amb l'objectiu d'eliminar en un futur el seu ús, com a mínim per als vins anomenats ecològics o biodinàmics. L'Institut Català de la Vinya i el Vi (INCAVI) hi té un paper destacat.
A la salut 
El coure és un element essencial en la salut de les plantes, els animals i els éssers humans. Deficiències i excessos poden ser nocius. El coure forma part d'un petit grup d'elements metàl·lics que són essencials per a la salut humana. La dieta diària ha de proporcionar unes quantitats específiques d'oligoelements, entre ells, el coure, per mantenir-se sa. El coure està inclòs en una gran gamma d'aliments i dietes equilibrades.
La condició d'antimicrobià és l'habilitat d'una substància per inactivar microbis, com ara bacteris, fongs i virus. S'ha demostrat que algunes de les espècies més tòxiques de bacteris no poden sobreviure en estar en contacte amb el coure. Aquest descobriment obre moltes possibilitats per al coure en la salut.
El coure és, a més, un metall fonamental per conservar la joventut i elasticitat de la pell. El consum d'aliments rics en coure ajuda a prevenir estries. El coure es pot obtenir dels següents aliments: pèsols, fesols, blat integral, prunes, panses, fetge de vedella, gambes i la major part dels mariscs.
Altres aplicacions
El coure participa com a primera matèria d'una gran quantitat de diferents i variats components de tota mena de maquinària d'entre els quals destaquen casquets, coixinets, embellidors, etc. Forma part dels elements de bijuteria, bombetes i tubs fluorescents, caldereria, electroimants, instruments musicals de vent, microones, sistemes de calefacció i aire condicionat. El coure, el bronze i el llautó són aptes per tractaments de galvanitzat per cobrir altres metalls.
Altres usos són:
- Tubs de condensadors i llanterneria.
- Interruptors i relés, tubs de buit, magnetró de forns microones.
- Lents de cristall de coure emprades en radiologia per a la detecció de tumors.
- El sulfat de coure (II) (CuSO₄) és el compost de coure de major importància industrial i s'empra com a plaguicida en agricultura (per ensulfatar), en la purificació de l'aigua i com a conservant de la fusta.

## Biologia

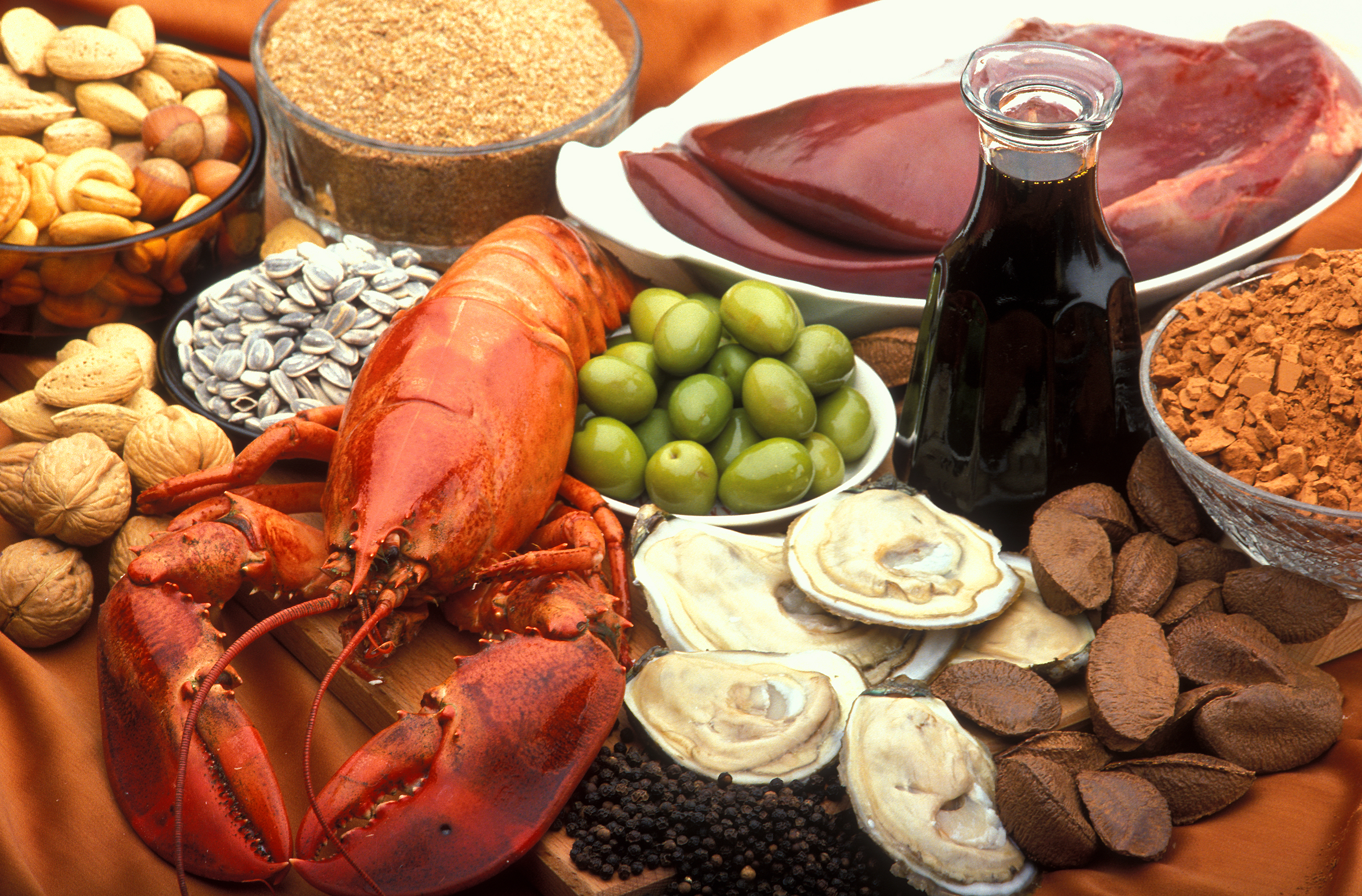
Aliments rics en coure

El coure és un oligoelement essencial per a moltes formes de vida, entre elles per als humans en què, igual que el ferro (per a l'absorció del qual és necessari), contribueix a la formació de glòbuls vermells i al manteniment dels vasos sanguinis, nervis, sistema immunitari i ossos. El coure es troba en alguns enzims com la citocrom oxidasa, la lisil oxidasa i la superòxid dismutasa i com a element central de la proteïna hemocianina en artròpodes i mol·luscs, equivalent a l'hemoglobina humana, per al transport de l'oxigen.
La major part del coure és transportat pel flux sanguini en una proteïna denominada ceruloplasmina; no obstant quan és absorbit en l'intestí és transportat fins al fetge unit a l'albúmina. No hi ha una quantitat diària recomanada de coure, ja que és molt rar que se'n produeixi una deficiència en la dieta, però s'estima que pot ser adequada per a adults una ingesta de 0,9 mg al dia. El coure es troba en ostres, marisc, llegums, vísceres i nous entre d'altres, a més de l'aigua potable.
El desequilibri de coure ocasiona en l'organisme una malaltia hepàtica coneguda com a malaltia de Wilson, un trastorn hereditari que provoca l'acumulació de coure al fetge i en altres òrgans que pot produir hepatitis, alteracions renals i altres trastorns si no rep tractament adequat.